# Róbert Németh
Róbert Németh (12 settembre 1984) è un pentatleta ungherese.

## Palmarès
In carriera ha conseguito i seguenti risultati:
- Mondiali:

Berlino 2007: bronzo nel pentathlon moderno individuale.
Londra 2009: oro nel pentathlon moderno a squadre.
- Europei

Lipsia 2009: argento nel pentathlon moderno staffetta a squadre.